# Fantasmas e espíritos na cultura Māori

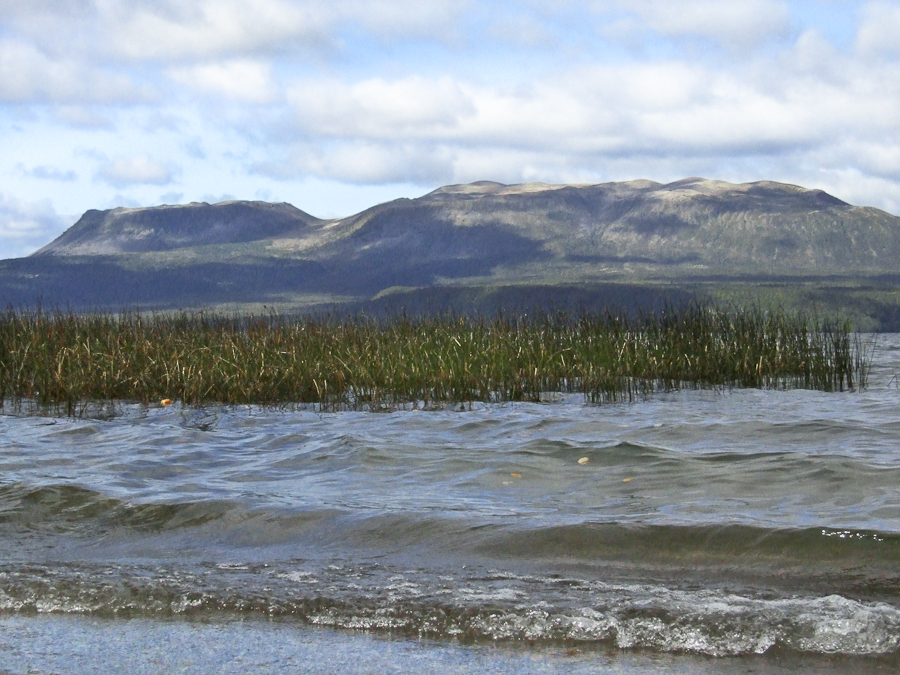
Acredita-se que uma canoa fantasma foi vista por turistas no Lago Tarawera onze dias antes do Monte Tarawera irromper em 1886.

O tópico de fantasmas e espíritos (kehua) na cultura Māori é frequentemente considerado um assunto tapu, porém muitas lendas Māori contêm menções de aparições e ocorrências paranormais. É alegado que parentes à muito mortos podem aparecer para avisar sobre perigo próximo, como com a famosa canoa fantasma em 1886 que muitos alegadamente viram no Lago Tarawera, que acredita-se ter sido um ómen para a erupção vulcânica que ocorreu onze dias depois.
Kikokiko são conhecidos na crença Māori como fantasmas malévolos que tomam posse de pessoas vivas, fazendo-as perder a sanidade. Taniwha são monstros guardiões que residem nos corpos de água como rios ou lagos e podem aparecer como tubarões, baleias, dragões ou até troncos flutuantes.

## Morte
Depois de uma morte, o costume Māori requer que o corpo do morto seja devolvido à sua whānau (família) o mais breve possível. A whānau é então chamada para um marae para um tangihanga (funeral) para remover tristeza e limpar os espíritos. Os fantasmas e espíritos são chamados para se juntarem aos que já estão a viver no pós-vida. Acredita-se que se certos rituais não forem concluídos, a whānau do morto pode vir a sofrer de stress e tristeza e se os espíritos não estão satisfeitos, eles podem escolher levar outra pessoa.
Por vezes, quando uma pessoa está perto da morte, sem esperança de viver, um procedimento conhecido como tuku wairua era tradicionalmente realizado por um sacerdote tohunga, que ajudava o espírito a deixar o corpo para que não se tornasse inquieto e vagueasse. Nos tempos modernos, um parente familiar com o procedimento pode realizar o tuku wairua; no entanto sacerdotes ou ministros, normalmente cristãos, podem ainda ser chamados para dar à pessoa uma bênção. Muitas pessoas Māori acreditam que os espíritos dos mortos olham pelos vivos. Por esta razão, famílias Māori realizam serviços de realização e bênçãos de lápides dos que já se foram por um ano ou mais como uma maneira de lembrar e prestar homenagem aos que já morreram.

## Local de partida dos espíritos

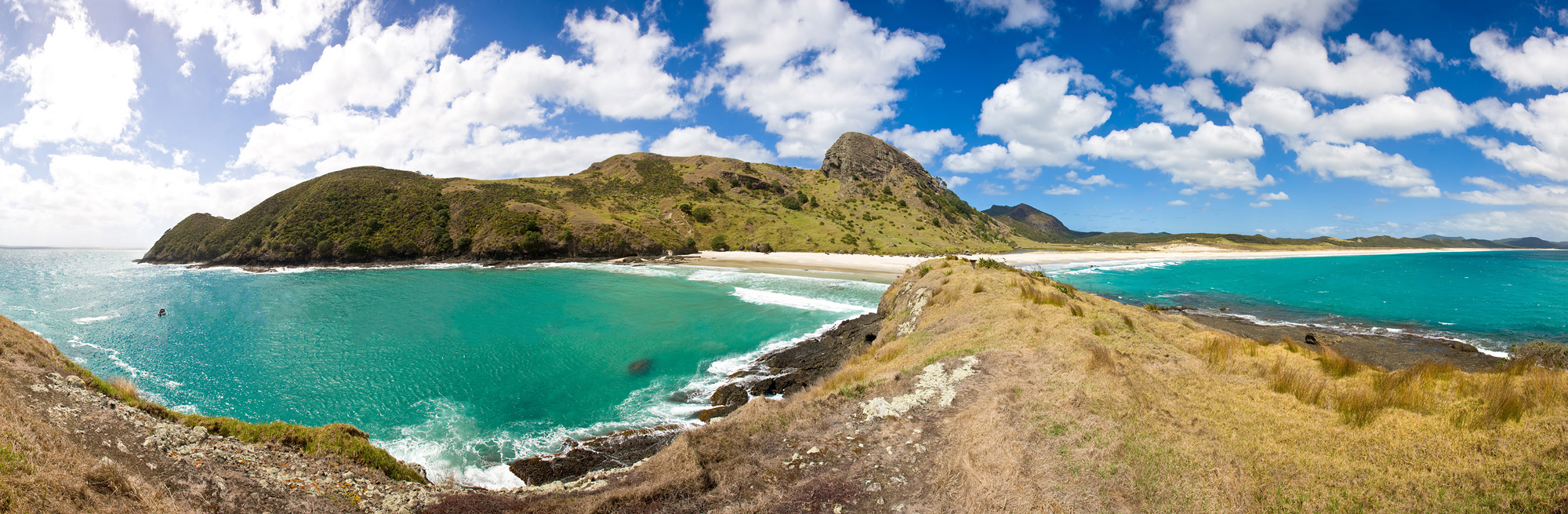
A Baía dos Espíritos é considerada um local sagrado na crença Māori

Acredita-se que a Baía dos Espíritos é um dos locais mais assombrados na Nova Zelândia e um local famoso para seres sobrenaturais, é considerada um local sagrado na cultura Māori porque segundo a lenda, os espíritos dos mortos partem para a sua casa ancestral (Hawaiki) de uma árvore pohutukawa na ponta do Cabo Reinga. Quando chegam à árvore, os espíritos viajam até uma raiz no mar abaixo antes de se unirem com os seus antepassados.

## Espíritos do morro e da floresta
No folclore tradicional Māori, existiam fadas e espíritos da floresta. Por exemplo, Maero é uma fada má que vive nas florestas da Ilha Sul da Nova Zelândia. Patupaiarehe são seres espirituais ou de outro mondo que vivem num morro e se parecem com humanos. Turehu são pessoas fantasmagóricas pálidas que vivem em áreas de bosque.